# Anopheles quadrimaculatus
Espèce
Synonymes
- Anopheles annulimanus Wulp, 1867

Anopheles quadrimaculatus est une espèce américaine d'insectes diptères, un moustique porteur de Plasmodium agent du paludisme. Son aire de distribution naturelle s'étend vers le Canada au nord jusqu'aux Everglades au sud.